# Balloon Cement
Balloon Cement è il trentaseiesimo album in studio del chitarrista statunitense Buckethead, pubblicato il 14 aprile 2012 dalla Hatboxghost Music.

## Descrizione
Sesto disco appartenente alla serie "Buckethead Pikes", Balloon Cement è stato reso disponibile inizialmente sull'iTunes Store, per poi essere stato pubblicato anche nel formato fisico il 17 maggio 2012.

## Tracce
Musiche di Buckethead e Dan Monti.
1. Balloon Cement – 3:06
2. Red Water Colors – 3:46
3. Transport Void – 0:46
4. Thistle Museum – 0:45
5. Alligator Eye Viewer – 1:58
6. Veil of Tinfoil – 4:34
7. Chestplate – 1:18
8. Vast Mound – 2:06
9. Replacement Nail – 4:12
10. Shatter Shell – 5:01
11. Bridge to Borg – 0:55
12. Evaporate – 1:38

## Formazione
- Buckethead – replacement slug
- Dan Monti – basso, produzione, missaggio[1]
- Frankenseuss – illustrazione